# 8613 Cindyschulz
8613 Cindyschulz eller 1978 VE10 är en asteroid i huvudbältet som upptäcktes den 7 november 1978 av de båda amerikanska astronomerna Eleanor F. Helin och Schelte J. Bus vid Siding Spring-observatoriet. Den är uppkallad efter Cindy Kaye Schulz.
Asteroiden har en diameter på ungefär 8 kilometer.